# Diz Disley
Diz Disley, geboren als William Charles Disley (Winnipeg, 27 mei 1931 – Londen, 22 maart 2010), was een Canadees jazzgitarist van de swing en cartoonist.

## Biografie
Disley, die opgroeide in Wales en Yorkshire, studeerde aan het Leeds College of Art en werkte aanvankelijk als cartoonist (onder meer voor de Spectator en Melody Maker). Hij was vanaf 1949 ook lid van de Yorkshire Jazz Band. Na zijn militaire dienst ging hij in 1953 naar Londen, waar hij samenwerkte met George Melly, Ken Colyer, Cy Laurie, Sandy Brown, Kenny Ball en Alex Welsh. Zijn eigen ensembles zijn sinds 1956 gevestigd in de Quintette du Hot Club de France. Tijdens de jaren 1960 werkte hij als radiopresentator (hij kondigde ook het eerste concert van The Beatles in Londen aan) en verschoof zijn activiteiten naar de folkcircuitclubs: met Dave Swarbrick en Martin Carthy speelde hij rags op de gitaar (album Rags, Reels & Airs, 1967). Hij begeleidde ook Sandy Denny (Like an Old Fashioned Waltz). In 1973 leverde hij een beslissende bijdrage aan de comeback van Stéphane Grappelli en bleef hij de volgende jaren regelmatig met deze en zijn trio spelen. Tussen 1973 en 1983 werden 13 gezamenlijke albums gemaakt. Met Biréli Lagrène & Jan Jankeje nam hij op in de Carnegie Hall in 1984. In 1986 richtte hij het Soho String Quintette op met de violist Johnny Van Derrick en Nils Solberg, Jeff Green en bassist David Etheridge als een ritmegroep (album Zing Went the Strings).
Vanaf 1988 runt hij een nachtclub in Almería (Spanje), voordat hij werkte als tekenaar voor de Walt Disney-studio's in Californië. Hij bleef af en toe optreden, zoals met Big Jay McNeely en Ray Campi. Daarna keerde hij terug naar Engeland, waar hij traditionele jazz speelde.

## Overlijden
Diz Disley overleed in maart 2010 op 78-jarige leeftijd.